# The Dreaming
《The Dreaming》는 1982년 9월 13일에 발매된 케이트 부시의 음반이다.

## 평가
| 1980년대 평론 점수 | 1980년대 평론 점수 |
| 평가 점수          | 평가 점수          |
| 출처               | 점수               |
| ------------------ | ------------------ |
| 레코드 미러        | [ 1 ]              |
| 사운즈             | [ 2 ]              |
| 스매시 히츠        | 8/10               |
| 빌리지 보이스      | B＋                |
| 타임스 콜로니스트  | [ 5 ]              |

발매 당시 음악 평론가들은 《The Dreaming》에 엇갈린 반응을 보였다. 레코드 미러는 음반이 "'록을 하는 여성'이라는 카테고리로 딱 떨어지도록 포장하려는 어떠한 시도도 거부하게 한다"라고 리뷰하며 부시가 음반을 직접 프로듀싱했다는 점을 꼽아 들어볼 가치가 있다고 평하였다. 스매시 히츠의 데이비드 헵워스는 부시의 고양이 같은 목소리는 놀림조에 가까웠으나 "모든 노력에 전력을 다하고 조심스럽게 이루어진 것이 보였기"에 비판을 피할 수 있었다며 "누군가 정상을 경험했다가 다시 돌아오는 모습은 보기 좋다"라고 언급했다. 빌리지 보이스에 평론을 쓴 로버트 크리스트가우는 B＋로 점수를 매기며 "어설픈 폴리리듬이 아닌 만돌린, 일리언 파이프, 디저리두를 사용하여 현재 아트록에 쓰이는 형식을 따라해 이국취미의 분위기를 자아내고, 훅을 사용해 팝을 지향한다"라고 묘사했다. 반면 로즈 루스는 사운즈에 기고한 글에 《The Dreaming》에 대한 혹평을 보냈다. "그녀의 모험심은 하나도 변한 게 없지만, 너무 많은 것을 쑤셔넣었다"고 말한 루스는 처음 들었을 때는 밥 포시 감독의 영화 올 댓 재즈에 빗대어 과한 프로듀싱에 대한 공포감이 느껴졌고, 두 번째에는 혼란, 세 번째에는 충격을 받았다고 얘기했다. 트라우저 프레스의 존 영은 "여러 면에서 놀라운 음반"이라고 표현하며 "너무 압도적이어서 듣는이를 지치게 만든다"고 긍정적인 반응을 보냈다. 뉴 뮤지컬 익스프레스(NME)의 레일리 사나이는 부시가 자신만의 스타일을 추구하고 유행을 쫓는 히트곡을 만들어내지 않는 것은 칭찬받을만 하지만, "퍼티 덩어리처럼 만들어 고막의 내구성을 시험하려 드는 듯한" 목소리는 이전과 다르지 않다고 지적했다. 멜로디 메이커의 콜린 어윈은 무슨 일이 일어나고 있는지 완전히 확신할 수 없어도 실마리가 풀릴 때까지 유혹이 풀리지 않을 만큼 충분히 흥미로우며 "음악가를 납치해 각각의 노래 뒤에 숨겨진 설명과 영감 받은 것을 캐묻고 싶은 그런 종류의 음반"이라고 극찬했다.

## 이후 및 영향
| 1990년대 이후 평론 점수       | 1990년대 이후 평론 점수 |
| 평가 점수                     | 평가 점수               |
| 출처                          | 점수                    |
| ----------------------------- | ----------------------- |
| 그레이트 록 디스코그래피      | 6/10                    |
| 대중음악 백과사전             | [ 10 ]                  |
| 롤링 스톤 앨범 가이드         | [ 11 ]                  |
| 모조                          | [ 12 ]                  |
| 뮤직하운드                    | [ 13 ]                  |
| 스핀 얼터너티브 레코드 가이드 | 9/10                    |
| 올뮤직                        | [ 15 ]                  |
| 피치포크                      | 7.7/10                  |
| Q                             | [ 17 ]                  |

시간이 지나면서 음반은 더욱 좋은 평가를 받게 되었다. 올뮤직의 맥켄지 윌슨은 "사랑, 관계, 역할극에 대한 그녀 자신의 비전을 묘사하는 케이트 부시의 과소평가된 성취 중 하나"라고 표현했다. 피치포크에 리뷰를 기고한 다프네 카는 부시가 음반을 내기 전 자기를 둘러싼 당시의 음악적 세계를 회피하고 자신만의 문학, 영화, 음악적 영감을 혼합하였다는 점을 언급하며 "음악가로의 길을 열어준 진술서"라고 이야기하였다. 가디언의 케이트 허친슨은 《The Dreaming》을 가장 먼저 들어야 할 음반에 올리며 사운드적으로 "윌리 웡카 정도 크기의 모험"이라고 묘사했으며, 사이먼 레이놀즈는 부시의 커리어를 짚는 기사에서 음반을 첫 번째 실패작인 동시에 예술적인 승리라고 말하며 "샘플링 기반 팝의 완전히 다른 미래를 예언하였던 페어라이트의 동화"라고 촌평하였다. 내셔널 퍼블릭 라디오에 글을 쓴 앤 파워스는 음반을 옴니버스, 부시의 천일야화 등의 표현을 사용하며 "음악을 만들고, 작품이 요구하는 더 깊은 이해를 위해 노력하는 젊은 예술가의 시도"라고 찬사를 보냈다. 대중음악 백과사전을 저술한 콜린 라킨은 "멜로디적 접근법이 이전보다 떨어지면서 일부 비평가들의 혹평을 얻었지만, 실험적인 노래 구조와 함께 새로운 방향을 제시했다"고 호평하며 별 다섯 개 중 네 개로 평했다. 콰이터스의 매슈 린제이는 음반의 30주년 기념 리뷰에서 버피 세인트 마리의 《Illuminations》, 니코의 《The Marble Index》, 조니 미첼의 《Hissing of Summer Lawns》, 로라 니로의 《New York Tendaberry》, 패티 스미스의 《Radio Ethiopia》 등의 음반처럼 시장이나 록의 정통성에 대한 경각심을 갖지 않는 장르를 부수는 작품이라고 평가했다.
비츠 퍼 미닛은 2011년 1980년 최고의 음반 100장을 선정하는 기사에서 《The Dreaming》을 85위로 선정하였다. 필진 션 하이킨은 "지난 30년간 뛰어난 아트 록의 세이렌으로서의 명성"을 얻게 하였다고 논평했다. 슬랜트 매거진 또한 같은 주제의 글에서 71위로 선정했다. 모조에서는 영국에서 발매된 "가장 괴짜같은 음반" 50장 중 하나로 《The Dreaming》을 꼽았다. 뉴 뮤지컬 익스프레스, 파 아웃 매거진, 스테레오검은 각각 부시가 발매한 최고의 작품이라는 주제의 순위에서 《The Dreaming》을 각각 4위, 6위, 9위로 선정하였다. 로버트 다이머리가 집필한 죽기 전에 꼭 들어야 할 앨범 1001에 포함되었다.
《The Dreaming》은 부시를 팝 스타에서 예술가로서 바꾼 전환점이라는 평가를 받고 있다. 린제이는 "유기적인 혼합, 디지털과 아날로그 기술의 사용, 인간 본래의 상태에 도달하기 위한 신기(神技)"라고 묘사, 주류 아티스트의 용감한 변화였다고 이야기했다. 올뮤직은 대단한 아름다움을 가진 《Hounds of Love》의 놀라운 초석"이라고 언급했다.
포큐파인 트리에서 활동했던 스티븐 윌슨은 2015년에 발매된 《Hand. Cannot. Erase.》에 큰 영향을 주었다고 밝혔다. 아이슬란드의 싱어송라이터인 비요크와 미국의 힙합 듀오 아웃캐스트의 멤버였던 빅 보이는 가장 좋아하는 음반 중 하나로 《The Dreaming》을 꼽았다. 빅 보이는 부시를 잘 모른다면 처음으로 들어보아야 할 음반이라고 언급했다. 수잔 베가는 1980년대에 발매한 음반들 중 하나로 꼽았다. 수잔 베가는 1990년, 지난 10년간 가장 좋아했던 음반 중 하나로 《The Dreaming》을 선정했다. 한편 피치포크는 "에머슨, 레이크 & 파머나 예스를 오늘날의 힙합, 인디 혹은 팝 장르에서 상대적으로 언급되지 않는 반면, 케이트 부시는 존경심이 담긴 채 말해지고 있다"며 미래의 싱어송라이터들을 위한 음악적 가능성을 확장시켰다고 발언했다.

## 트랙 리스트
전체 작사·작곡: 케이트 부시
| #  | 제목                    | 재생 시간 |
| -- | ----------------------- | --------- |
| 1. | 〈Sat in Your Lap〉     | 3:29      |
| 2. | 〈There Goes a Tenner〉 | 3:25      |
| 3. | 〈Pull Out the Pin〉    | 5:26      |
| 4. | 〈Suspended in Gaffa〉  | 3:55      |
| 5. | 〈Leave It Open〉       | 3:20      |

| #            | 제목                     | 재생 시간 |
| ------------ | ------------------------ | --------- |
| 6.           | 〈The Dreaming〉         | 4:41      |
| 7.           | 〈Night of the Swallow〉 | 5:22      |
| 8.           | 〈All the Love〉         | 4:30      |
| 9.           | 〈Houdini〉              | 3:49      |
| 10.          | 〈Get Out of My House〉  | 5:25      |
| 총 재생 시간 | 총 재생 시간             | 43:25     |

## 참여진
크레딧은 《The Dreaming》의 라이너 노트에서 발췌하였다.
| 음악 - 케이트 부시 – 보컬, 피아노, 페어라이트 CMI 신시사이저 (트랙 1, 2, 5–10), 야마하 CS-80 (트랙 2), 현악기 (트랙 4) - 패디 부시 – 스틱 (트랙 1), 만돌린과 현악기 (트랙 4), 불로어러 (트랙 6) - 제프 다운스 – 페어 라이트 CMI 트럼펫 섹션 (트랙 1) - 지미 베인 – 베이스 기타 (트랙 1, 5, 10) - 델 팔머 – 베이스 기타 (트랙 2, 4, 8), 프렛리스 및 8 스트링 베이스 (트랙 7) - 프레스턴 헤이맨 – 드럼 (트랙 1, 3, 5, 10), 스틱 (트랙 1) - 스튜어트 엘리엇 – 드럼 (트랙 2, 4, 6–9), 스틱 (트랙 4), 타악기 (트랙 8) - 데이브 로슨 – 싱클라비어 (트랙 2, 4) - 브라이언 배스 – 전기 기타 (트랙 3) - 대니 톰슨 – 스트링 베이스 (트랙 3) - 이언 베언슨 – 통기타 (트랙 5) - 알란 머피 – 전기 기타 (트랙 5, 10) - 롤프 해리스 – 디저리두 (트랙 6) - 리암 오플린 – 페니 휘슬 (트랙 7), 일리언 파이프 (트랙 7) - 션 킨 – 피들 (트랙 7) - 도날 루니 – 부주키 (트랙 7) - 에버허드 웨버 – 더블 베이스 (트랙 9) | 목소리 - 이언 베언슨 – 백 보컬 (트랙 1) - 스튜어트 아놀드 – 백 보컬 (트랙 1) - 게리 허스트 – 백 보컬 (트랙 1) - 패디 부시 – 백 보컬 (트랙 1, 6, 10) - 데이비드 길모어 – 백 보컬 (트랙 3) - 퍼시 에드워즈 – 동물 (트랙 6) - 고스필드 고어스 – 관중 (트랙 6) - 리처드 손턴 – 성가대 소년 (트랙 8) - 고든 패럴 – "Houdini" (트랙 9) - 델 팔머 – "Rosabel Believe" (트랙 9) - 폴 하디맨 – "Eeyore" (트랙 10) - 에스마일 셰이크 – 드럼 토크 (트랙 10) 기타 - 케이트 부시 – 프로듀서 - 폴 하디맨 – 레코딩 엔지니어 (애드비전 스튜디오, 오디세이 스튜디오), 믹싱 (애드비전 스튜디오) - 테리 리드 – 보조 엔지니어 - 데이비드 테일러 – 보조 엔지니어, 믹싱 보조 - 헤이든 벤달 – 엔지니어 (애비 로드 스튜디오) - 대니 도슨 – 보조 엔지니어 - 존 배럿 – 보조 엔지니어 - 휴 팻검 – 엔지니어 (타운하우스 스튜디오) - 닉 로네이 – 엔지니어 (타운하우스 스튜디오) - 조지 체임버스 – 보조 엔지니어 - 하워드 그레이 – 보조 엔지니어 - 닉 쿡 – 보조 엔지니어 - 피터 울리스크로프트 – 디지털 에디팅 - 이언 쿠퍼 – 마스터링 엔지니어 |

## 차트
| 차트(1982)                             | 최고 순위 |
| -------------------------------------- | --------- |
| 오스트레일리아 앨범 (켄트 뮤직 리포트) | 22        |
| 캐나다 앨범/CD (RPM)                   | 29        |
| 네덜란드 앨범                          | 5         |
| 프랑스 앨범 (SNEP)                     | 8         |
| 노르웨이 앨범 (VG-리스타)              | 12        |
| 스웨덴 앨범 (스베리예토프리스탄)       | 45        |
| 영국 음반 (OCC)                        | 3         |
| 미국 빌보드 200                        | 157       |
| 서독 미디어 컨트롤 앨범                | 23        |

| 차트 (1982)        | 순위 |
| ------------------ | ---- |
| 프랑스 앨범 (SNEP) | 72   |
| 네덜란드 앨범      | 77   |
| 영국 앨범 (OCC)    | 93   |

## 인증
| 국가                       | 인증 | 판매량/출하량 |
| -------------------------- | ---- | ------------- |
| 미국 1991년 이후 판매량    | —    | 42,000        |
| 영국 (BPI)                 | 실버 | 60,000^       |
| ^출하량을 기반으로 한 인증 |      |               |

### 내용주
1. ↑  2019년 리마스터 버전의 크레딧에는 제외되어 있다.[35]

### 참조주
1. 1 2  서니 (1982년 9월 11일). “Pillow talk” (PDF). 《레코드 미러》. 24쪽. 2022년 1월 1일에 원본 문서 (PDF)에서 보존된 문서  – worldradiohistory.com 경유.
2. 1 2  루스, 로즈 (1982년 9월 11일). “A brand of make-believe”. 《사운즈》. 39쪽.
3. 1 2  헵워스, 데이비드 (1982년 9월 16일). “Kate Bush: The Dreaming”. 4권 19호. 25쪽. 2022년 5월 19일에 원본 문서에서 보존된 문서  – Smash Hits Remembered 경유.
4. 1 2  크리스트가우, 로버트 (1983년 4월 26일). “KATE BUSH: The Dreaming”. 《빌리지 보이스》. 2022년 4월 15일에 원본 문서에서 보존된 문서. 2022년 5월 19일에 확인함 – robertchristgau.com 경유.
5. ↑  호그빈, 존 (1982년 11월 20일). “Australian, Irish touches in Kate Bush's Dreaming”. 《타임스 콜로니스트》. 35면  – Newspapers.com  경유.
6. ↑  영, 존 (1983년 2월). “Kate Bush: The Dreaming”. 《트라우저 프레스》. 82호. 38쪽.
7. ↑  사나이, 레일라 (1982년 9월 11일). “Kate Bush: The Dreaming”. 《뉴 뮤지컬 익스프레스》. 2021년 6월 18일에 원본 문서에서 보존된 문서  – rock'sbackpages 경유. (구독 필요).
8. ↑  어윈, 콜린 (1982년 9월 11일). “Kate Bush: THE DREAMING”. 《멜로디 메이커》. 2021년 2월 25일에 원본 문서에서 보존된 문서  – rock'sbackpages 경유. (구독 필요).
9. ↑  스트롱 2006, 146–147쪽.
10. 1 2  라킨 1998, 850–851쪽.
11. ↑  콘시딘 2004, 122–123쪽.
12. ↑  서트클리프, 필 (2011년 6월). “A Magnificent Obsession”. 《모조》. 211호. 82쪽.
13. ↑  그래프 1996, 106쪽.
14. ↑  셰필드 1995, 62–63쪽.
15. 1 2 3  윌슨, 맥켄지. “The Dreaming - Kate Bush”. 올뮤직. 2022년 4월 16일에 원본 문서에서 보존된 문서. 2022년 5월 20일에 확인함.
16. 1 2 3 4  카, 다프네 (2019년 1월 19일). “Kate Bush: The Dreaming”. 《피치포크》. 2022년 5월 14일에 원본 문서에서 보존된 문서. 2022년 5월 20일에 확인함.
17. ↑  블레이크, 마크 (2015년 11월). “Mad World”. 《Q》. 116쪽. ISSN 0955-4955.
18. ↑  허친슨, 케이트 (2020년 5월 13일). “Kate Bush: where to start in her back catalogue”. 《가디언》. 2022년 3월 28일에 원본 문서에서 보존된 문서. 2022년 5월 21일에 확인함.
19. ↑  레이놀즈, 사이먼 (2014년 8월 21일). “Kate Bush, the queen of art-pop who defied her critics”. 《가디언》. 2022년 4월 18일에 원본 문서에서 보존된 문서. 2022년 5월 21일에 확인함.
20. ↑  파워스, 앤 (2021년 8월 26일). “How Kate Bush's 'The Dreaming' Made My Monsters My Own”. 내셔널 퍼블릭 라디오. 2022년 4월 19일에 원본 문서에서 보존된 문서. 2021년 8월 26일에 확인함.
21. 1 2  린제이, 매슈 (2012년 9월 11일). “30 Years On: The Dreaming By Kate Bush”. 《콰이터스》. 2022년 5월 21일에 원본 문서에서 보존된 문서. 2022년 5월 21일에 확인함.
22. ↑  “THE TOP 100 ALBUMS OF THE 1980S”. 《비츠 퍼 미닛》. 2011년 9월 8일. 2022년 5월 21일에 원본 문서에서 보존된 문서. 2022년 5월 21일에 확인함.
23. ↑  “The 100 Best Albums of the 1980s”. 《슬랜트 매거진》. 2012년 3월 5일. 2022년 5월 3일에 원본 문서에서 보존된 문서. 2022년 5월 21일에 확인함.
24. ↑  “Top 50 Eccentric Albums of All time”. 《모조》. 111호. 2003년 2월. 2021년 6월 24일에 원본 문서에서 보존된 문서  – muzieklijstejes.nl 경유.
25. ↑  호튼, 매슈 (2019년 7월 30일). “Kate Bush – Rank The Albums”. 뉴 뮤지컬 익스프레스. 2020년 11월 8일에 원본 문서에서 보존된 문서. 2022년 5월 21일에 확인함.
26. ↑  왓틀리, 잭 (2020년 12월 27일). “Ranking all of Kate Bush's studio albums in order of greatness”. 《파 아웃 매거진》. 2020년 12월 27일에 원본 문서에서 보존된 문서. 2022년 5월 21일에 확인함.
27. ↑  리드, 라이언 (2013년 10월 7일). “Kate Bush Albums From Worst To Best”. 《스테레오검》. 2022년 5월 21일에 원본 문서에서 보존된 문서. 2022년 5월 21일에 확인함.
28. ↑  다이머리 2005, 495쪽.
29. ↑  어윙, 제리 (2021년 3월 14일). “Watch Steven Wilson discuss Kate Bush's The Dreaming on Classic Album Sundays”. 클래식 록. 2021년 11월 8일에 원본 문서에서 보존된 문서. 2022년 5월 21일에 확인함.
30. ↑  로스, 알렉스 (2011년 11월 13일). “My Favorite Records: Björk”. 《therestisnoise.com》. 2022년 5월 19일에 원본 문서에서 보존된 문서. 2022년 5월 21일에 확인함.
31. 1 2  아이젠버그, 대니얼 (2013년 1월 9일). “Big Boi’s 25 Favorite Albums”. 《컴플렉스》. 2022년 5월 14일에 원본 문서에서 보존된 문서. 2022년 5월 21일에 확인함.
32. ↑  “Artists' Choice”. 《롤링 스톤》. 591호. 1990년 11월 15일. 121-123쪽.
33. ↑  “Artists' Choice”. 《롤링 스톤》. 591호. 1990년 11월 15일. 122쪽.
34. ↑  《The Dreaming》 (라이너 노트). 케이트 부시. EMI. 1982년. EMC 3419.
35. ↑  《The Dreaming》 (라이너 노트). 케이트 부시. 피시 피플, 팔로폰. 2019년. 0190295568955.
36. ↑  켄트, 데이비드 (1993). 《Australian Chart Book 1970–1992》. 세인트 이브스: 오스트레일리안 차트 북. ISBN 0-646-11917-6.
37. ↑  “100 Albums”. 《RPM》. 37권 16호. 1982년  – 캐나다 도서관 기록관 경유.
38. ↑  “dutchcharts.nl Kate Bush – The Dreaming”. 《dutchcharts.nl》 (네덜란드어). 메하하르츠. 2022년 4월 16일에 원본 문서에서 보존된 문서. 2022년 4월 23일에 확인함.
39. ↑  "Kate Bush – The Dreaming". Lescharts.com. Hung Medien.  Retrieved 2017년 7월 6일.
40. ↑  "Kate Bush – The Dreaming". Norwegiancharts.com. Hung Medien.  Retrieved 6 July 2017.
41. ↑  "Kate Bush – The Dreaming". Swedishcharts.com. Hung Medien.  Retrieved 6 July 2017.
42. ↑  "19820919 Top 40 Official UK Albums Archive | Official Charts". UK Albums Chart. The Official Charts Company.  Retrieved 6 July 2017.
43. ↑  "Kate Bush 차트 역사 (빌보드 200)". 빌보드.  접속 6 July 2017.
44. ↑  “Album Search: Kate Bush – The Dreaming” (독일어). 미디어 컨트롤. 2014년 12월 9일에 원본 문서 (ASP)에서 보존된 문서. 2013년 10월 10일에 확인함.
45. ↑  “Les Albums (CD) de 1982 par InfoDisc” (프랑스어). infodisc.fr. 2012년 12월 29일에 원본 문서 (PHP)에서 보존된 문서. 2012년 1월 29일에 확인함.
46. ↑  “Dutch charts jaaroverzichten 1982” (ASP) (네덜란드어). 2014년 4월 2일에 확인함.
47. ↑  “Complete UK Year-End Album Charts”. 2012년 1월 11일에 원본 문서에서 보존된 문서. 2011년 9월 12일에 확인함.
48. ↑  콜필드, 키스 (2005년 11월 22일). “Ask Billboard”. 빌보드. 2019년 3월 28일에 원본 문서에서 보존된 문서. 2019년 6월 26일에 확인함.
49. ↑  “Kate Bush — The Dreaming” (영어). BPI. 2022년 4월 16일에 원본 문서에서 보존된 문서. 2022년 4월 23일에 확인함.

### 참고 서적
- 셰필드, 롭 (1995년). 〈Kate Bush〉.   웨이스바드, 에릭; 마크스, 크레이그. 《Spin Alternative Record Guide》. 뉴욕: 빈티지 북스. ISBN 0-679-75574-8.
- 스트롱, 마틴 C. (2006년). 《The Essential Rock Discography》. 런던: 캐논게이트. ISBN 978-184195-860-6.
- 그래프, 게리 (1996년). 《MusicHound: The Essential Album Guide》. 디트로이트: 비저블 잉크 프레스. ISBN 0-7876-1037-2.
- 라킨, 콜린 (1998년). 《The Encyclopedia of Popular Music》 2 3판. 런던: 버진 북스. ISBN 978-0-85712-595-8.
- 마시, 데이브 (1979년).  마시, 데이브; 스웬슨, 존, 편집. 《The Rolling Stone Record Guide》 1판. 뉴욕: 랜덤 하우스. ISBN 0-394-73535-8.
- 마시, 데이브 (1983년).  마시, 데이브; 스웬슨, 존, 편집. 《The New Rolling Stone Record Guide》 2판. 뉴욕: 랜덤 하우스. ISBN 0-394-72107-1.
- 콘시딘, J. D. (2004년).  브래켓, 네이선; 호드, 크리스천, 편집. 《The New Rolling Stone Album Guide》 4판. 뉴욕: 사이먼 & 슈스터. ISBN 0-7432-0169-8.
- 조바노비치, 롭 (2005년). 《Kate Bush: The Biography》. 런던: 포트레이트. ISBN 0-7499-5049-8.
- 톰슨, 그레이엄 (2015년 2월 9일). 《Under the Ivy: The Life & Music of Kate Bush》 개정판. 옴니버스 프레스. ISBN 978-1-78323-392-2.
- 다이머리, 로버트, 편집. (2005년). 《1001 Albums You Must Hear Before You Die》 1판. 뉴욕: 유니버스 퍼블리싱. ISBN 0-7893-1371-5.